# Camba Florencio
Antonio Anzoátegui Suárez (Montero, 13 de octubre de 1937 - 26 de julio de  2010), más conocido como Camba Florencio, fue un poeta y compositor boliviano considerado como el declamador más representativo de la poesía costumbrista de Santa Cruz de la Sierra.

## Biografía
Nació en la ciudad de Montero, el 13 de octubre de 1937 murió en la ciudad de Santa Cruz de la Sierra, el 26 de julio de 2010. Era hijo de Antonio Anzoátegui y de Parmenia Suárez.
Sus estudios de instrucción primaria los efectuó en la escuela "Víctor Salvatierra", y los de secundaria en el Colegio "Sagrado Corazón". Su profesión era de Técnico Dental.
Sus inicios en la declamación los efectuó en la escuela, actuando en veladas artísticas teatrales, con singular desenvoltura.
Su primera presentación fue el año 1964 en el Teatro "Sol y Horizonte" de Montero, posteriormente el año 1970, lo hizo en el Teatro "Universitario"Fotografía (enlace roto disponible en Internet Archive; véase el historial, la primera versión y la última). con la obra Usted tiene ojos de mujer fatal, junto con Humberto Vaca Pereira, Enrique Alfonso y la dirección de Humberto Parada Caro. Por el año 1971 lo hace con la obra de Raúl Vaca Pereira, La molienda, con indiscutible éxito.
El año 1972 integra el elenco de la Asociación Cruceña de Actores ACRA, bajo la dirección de Enrique Alfonso, actuando en la obra El Mártir de Calvario en el papel de Judas, quedándose con la "barba". Intervino también en las obras La Viudita y El Buri.
En los años 1976 y 1977 su personalidad artística se fue afirmando con el interés que él daba a la interpretación de la poesía criolla, razón con la cual su madre lo bautiza con el nombre artístico de Camba Florencio, e inclusive ella se encarga de conseguirle la vestimenta de "Camba" que hasta la fecha él viste.
Falleció el lunes 26 de julio de 2010 a la edad de 72 años, aquejado por viejas dolencias que venía arrastrando hace varios años.
Fuente: Libro de Oro de los Intérpretes de la Música Cruceña - Autores: Armando Tercero Rojas & Alex Parada Serrano (1989)

## Distinciones
Los años 1983 y 1984 viaja como invitado especial al Festival de "Ypacaraí", donde obtiene éxito sin precedentes, e inclusive fue distinguido para que él sea quien corone a la reina de Ypacarai en 1984.
En honor a él, la casa de la cultura de su ciudad natal lleva su nombre por ser un exaltador de las costumbres típicas de esta.

## Grabaciones
El año 1978 graba su primer disco LP procesado en la ciudad de San Pablo (Brasil)
- "Poemario de los llanos"

• "Es así Santa Cruz" de Arturo Pinkert
• "En la Fiesta de Porongo" de Germán Coimbra Sanz.
El año 1980 edita su segundo LP
- "Fundación en la Llanura", título tomado de la principal poesía de don Raúl Otero Reiche.

## Composiciones
Como compositor tiene varios temas, entre ellos están:
• Adelande Tahuichis (Chovena)
• Tahuichi Campeón (Carnaval)

## Actuaciones
Intervino como actor en las siguientes producciones televisivas de la empresa SAFIPRO.
- Carmelo Hurtado

- La Virgen de las 7 calles

- La última expedición
- Los pioneros

## Homenajes
En 2018 se estableció en su ciudad natal un festival de teatro que lleva su nombre.